# Beroide
Beroide is een plaats (frazione) in de Italiaanse gemeente Spoleto.